# Aniliidae
- Commons
- Wikispecies

Aniliidae é uma família de répteis escamados da subordem Serpentes.
Essa família possui somente um gênero - Anilius - e uma espécie - Anilius scytale - sendo que são reconhecidas duas subespécies: Anilius scytale scytale (Linnaeus, 1758) e Anilius scytale phelpsorum (Roze, 1958). Essa divisão em duas subespécies é baseada na contagem e no comprimento das faixas pretas e vermelhas que possui pelo corpo.
A Anilius scytale é uma cobra que mede cerca de 75 centímetros de comprimento, encontrada na bacia Amazônica do leste do Peru e Equador, no sul da Colômbia, no norte da Bolívia e do Brasil. Pode também ser encontrada na Guiana Francesa, Suriname e na Venezuela. Possui corpo cilíndrico, de diâmetro uniforme, com faixas em vermelho e preto distribuídas uniformemente pelo corpo (mas sem faixas amarelas), sendo frequentemente chamada de falsa coral, não sendo, porém, venenosa. É escavadora, ovovivípara e tem olhos pequenos. O pulmão esquerdo é reduzido, dando mais lugar aos órgãos internos. Alimenta-se principalmente de vertebrados pequenos e alongados, como enguias (em certas regiões), anfisbenas, e outras cobras.